# Project Almanac
Project Almanac ist ein US-amerikanischer Found-Footage-Science-Fiction-Film von Dean Israelite aus dem Jahr 2015.  Das Drehbuch schrieben Jason Pagan und Andrew Deutschman. Gedreht im Jahr 2013 und ursprünglich für eine Veröffentlichung im Frühjahr 2014 angesetzt, erschien der Film erst am 30. Januar 2015 in den USA. Der Kinostart in Deutschland war am 5. März 2015.

## Handlung
Der junge David Raskin ist ein technisch hochbegabter Mensch. Mit der Hilfe seiner Freunde Quinn und Adam bewirbt er sich mit einem Drohnenprojekt für ein Studium am MIT. Seine Schwester Christina filmt einen Probeflug der Drohne mit ihrer Kamera, der jedoch mit einem Absturz endet. Trotz des fehlgeschlagenen Versuchs wird David für das Studium am MIT zugelassen, erhält jedoch nur ein Stipendium über 5.000 Dollar.
Um die fehlenden 40.000 Dollar zu bekommen, die er für die Finanzierung seines Studiums bräuchte, sucht er auf dem Dachboden des Familienhauses nach alten Forschungsprojekten seines verstorbenen Vaters. Dieser verunglückte an Davids siebten Geburtstag bei einem Autounfall tödlich. Durch das Einreichen eines Forschungsprojekts am MIT könnte David ein volles Stipendium erhalten. Bei der Suche auf dem Dachboden entdecken Christina und David die alte Kamera ihres Vaters. Darauf zu sehen ist die Geburtstagsparty zu Davids siebtem Geburtstag. Beim flüchtigen Durchsehen des Materials entdeckt er sich als Erwachsenen in einem Spiegel auf dem Video. Seine Schwester Christina hält dies für absurd, doch auch Davids Freunde Quinn und Adam erkennen David im Spiegel wieder.
Um herauszufinden, was er auf dem Video macht, stellen er und seine Freunde die Szene nach und entdecken, dass David auf dem Weg in den Keller sein muss. Bei der Untersuchung des alten Kellers seines Vaters entdecken sie eine versteckte Metallbox mit dem Herzstück einer Zeitmaschine sowie eine zugehörige Bauanleitung und einen DARPA-Ausweis von Davids Vater. 
Da alle bis auf Christina das Video von Davids Geburtstagsparty als Beweis dafür sehen, dass die Maschine funktionieren wird, beginnen sie mit ihrem Bau. Den benötigten Wasserstoff für die Zeitmaschine können sie nicht kaufen und stehlen ihn daher kurzerhand aus Davids Schule. Da sie immer wieder mit der Energieversorgung der Maschine scheitern, nutzen sie die Gelegenheit, dass in der Nachbarschaft eine Party stattfindet, und verwenden das Auto der hübschen Jessie Pierce als Energiequelle. Bei dem Versuch, ein Spielzeugauto in Davids Keller in die Vergangenheit zu schicken, entdeckt Jessie, dass sie ihr Auto als Energiequelle nutzen, und platzt mitten in das Experiment hinein. 
Das Spielzeugauto wird tatsächlich in die Vergangenheit geschickt. Fortan agieren die fünf Freunde als Gruppe. Sie stellen Regeln für das Reisen in die Vergangenheit auf, wobei die grundlegendste aller Regeln jene ist, dass sie jede Reise gemeinsam machen. Beim ersten Versuch, sich selbst einen Tag in die Vergangenheit zu schicken, begeben sich alle in der Vergangenheit zu Quinns Haus, um festzustellen, ob die Zeitreise tatsächlich funktioniert hat. Als Quinn seinem vergangenen Ich in die Augen blickt, geraten beide in eine Endlosschleife und seine Freunde können gerade noch verhindern, dass die beiden sich in nichts auflösen, indem sie den gegenwärtigen Quinn aus dem Raum schaffen. In der darauffolgenden Zeit unternehmen sie mehrere kleinere Reisen in die Vergangenheit, bei denen sie eine verpatzte Chemie-Prüfung von Quinn ausbügeln, Christina helfen, sich an ihrer Peinigerin in der Schule zu rächen, und einen Lottogewinn einheimsen. Bei der Abholung des Gewinns stellen die Freunde jedoch fest, dass Adam aus Versehen nur fünf richtige Zahlen angekreuzt hat und sie somit nur 1,8 Millionen Dollar anstelle der erwarteten 53 Millionen bekommen.
Während Quinn das Geld nutzt, um sich einen Sportwagen zu kaufen und an der Schule beliebt zu werden, kauft David neue Komponenten für die Zeitmaschine, um so anstatt der bisher maximal drei Wochen nun bis zu zehn Jahre in die Vergangenheit reisen zu können. Langsam kommen David und Jessie sich näher. Um auch ihr eine Freude zu machen, reisen die fünf Freunde gemeinsam drei Monate zurück zum Lollapalooza-Festival. Auf dem Festival stehen David und Jessie vor der Wand „Bevor die Welt endet“, auf der Menschen aufschreiben, was sie noch vor dem Ende der Welt tun wollen. Als Jessie sagt „Bevor die Welt endet, möchte ich mich noch verlieben“, versteht David ihr eindeutiges Signal nicht und lässt so seine Chance bei Jessie verstreichen. Nach der Rückkehr wird die Freundschaft zwischen den beiden merkwürdig, woraufhin David sich Vorwürfe macht, nicht das Richtige getan zu haben.
Um eine zweite Chance zu bekommen, verstößt David gegen die wichtigste Regel, nicht alleine zu reisen, und kehrt zum Lollapalooza zurück. Dort nutzt er seine ihm neu gebotene Gelegenheit, bei Jessie zu landen. Bei seiner Rückkehr in die Gegenwart sind die beiden bereits ein Paar und David ist überglücklich. Als die anderen bemerken, dass sie durch ihre Änderungen der Vergangenheit einen Flugzeugabsturz verursacht haben, wollen sie zum Lollapalooza zurückkehren, um alles ungeschehen zu machen. David sieht sich damit konfrontiert, Jessie zu verlieren, und beschließt, allein in die Vergangenheit zu reisen und die Ereigniskette zu unterbrechen, die zu dem Absturz geführt hat. Kurz vor der Abreise wird er von Adam erwischt und kann gerade noch in die Vergangenheit flüchten. Nach Ausführung seines Plans kehrt er wieder zurück und stellt fest, dass er noch immer mit Jessie zusammen ist. Er wird aber sofort mit der nächsten Katastrophe konfrontiert: Adam wurde nach einem Footballspiel zusammengeschlagen und liegt im Koma. 
David will erneut allein in die Vergangenheit reisen, um auch dies zu verhindern. Allerdings wird er von Jessie ertappt, die mit ihm in die Vergangenheit reist. Zwischen den beiden entbrennt ein Streit und David gesteht ihr, dass er allein zum Lollapalooza zurückgereist ist, um mit ihr zusammenzukommen. Jessie teilt ihm nur mit, dass wenn sie intelligent genug wäre, eine Zeitmaschine zu bauen, sie zurückgereist wäre, um David schon früher kennenzulernen, da sie ihn schon seit ihrer ersten Begegnung mag. Als sich die beiden umarmen und den Streit beilegen, taucht die Jessie aus der Vergangenheit auf, und beide Jessies verschwinden durch eine Endlosschleife. David kehrt panisch zurück, fest entschlossen Jessie zu retten. In seinem Haus findet er Quinn an der Tür vor, der ihm berichtet, dass Jessie verschwunden ist.
David versteht mittlerweile, dass der einzige Weg, all das zu verhindern, die Vernichtung der Zeitmaschine ist. Er plant deshalb, zu seinem siebten Geburtstag zurückzureisen. Quinn protestiert anfangs noch dagegen, da die Leute nun endlich seinen Namen kennen, hält aber doch aus Freundschaft zu David. Währenddessen taucht die Polizei auf und sucht nach David, da sie ihn für Jessies Verschwinden verantwortlich hält. Dieser muss jedoch wieder in die Schule, da der Wasserstoffvorrat aufgebraucht ist und er für die letzte Reise noch welchen benötigt. Er schafft es, vor der Polizei zu flüchten und in die Schule zu gelangen. Kurz bevor die Polizei ihn festnehmen kann, reist er zehn Jahre zurück. 
In der Vergangenheit angekommen begibt er sich zu seinem Haus und landet auf der Geburtstagsparty zu seinem siebten Geburtstag. Im Keller trifft er auf seinen Vater, der in ihm nach Kurzem seinen Sohn aus der Zukunft erkennt. David erzählt ihm, dass es „keine zweite Chance“ gibt und er die Zeitmaschine vernichten muss. Des Weiteren sagt er ihm, dass er sich noch von seinem (7-jährigen) Sohn verabschieden soll. Nachdem Davids Vater gegangen ist, setzt David sämtliche kritischen Dokumente sowie das Herzstück der Maschine in Brand. Auf dem Werktisch sitzend wartet David noch ein paar Momente, bevor er sich auflöst.
Im Epilog sieht man David wieder auf dem Dachboden stöbern, wobei Christina ihn wieder filmt. Die beiden finden nun zwei Kameras auf dem Dachboden, wobei eine davon alle Ereignisse der Zeitreisen beinhaltet. In der Schule spricht er daraufhin Jessie Pierce an und teilt ihr mit, dass sie „gerade dabei sind, die Welt zu verändern“.

## Dreharbeiten und Veröffentlichung
Die Dreharbeiten zum Film begannen im Juni 2013 in Atlanta, Georgia. Kurz vor der Veröffentlichung wurde entdeckt, dass das Filmmaterial für zwei Sekunden ein reales Flugzeugunglück zeigt. Laut Paramount zeigt das Material einen Crash aus dem Jahr 2009, während die Air Force Times berichtete, dass die Aufnahmen beinahe identisch mit denen des B-52-Absturzes auf der Fairchild Air Force Base im Jahr 1994 seien, was von Angehörigen der Opfer bestätigt wurde. Daraufhin entschuldigte sich Produzent Michael Bay für den Vorfall und gab an, die Szene beim Sichten des Filmmaterials für einen Spezialeffekt gehalten zu haben. Die Szene wurde vor der Veröffentlichung aus dem Film entfernt.
Am 5. Februar 2014 verschob Paramount den für den 28. Februar 2014 anberaumten Start auf unbestimmte Zeit. Am 24. März 2014 tweetete Borys Kit, Redakteur des Hollywood Reporters, dass der ursprünglich mit Welcome to Yesterday betitelte Film in Project Almanac umbenannt werden soll. Der Film kam schließlich am 30. Januar 2015 in die amerikanischen und am 5. März 2015 in die deutschen Kinos.

## Kritiken
Der Film erhielt insgesamt gemischte Kritiken. Bei Rotten Tomatoes sind 34 % der Kritiken positiv bei insgesamt 82 Kritiken; die durchschnittliche Bewertung beträgt 4,7/10. Im Kritikerkonsens heißt es: „Project Almanac mangelt es nicht an Witz oder Originalität, allerdings ist der Film wegen der dünnen Story und der irritierenden Found-Footage-Kamera nur bedingt empfehlenswert.“ (Project Almanac isn’t without wit or originality, but its thin story and irritating found-footage camerawork ultimately make it difficult to recommend.)
Der Filmdienst meint, dass „weder die visuellen Effekte noch die schauspielerischen Leistungen überzeugen“ würden.
Die Programmzeitschrift TV Spielfilm bemängelte anlässlich der Erstausstrahlung im deutschen Free-TV, dass sich der Film „nach flottem Auftakt verirre“, „die Logiklöcher seien tief, die Gefühlslagen leider nicht“. „Die Zeitreise ins Chaos“ sei „erst nett, dann fahrig“.

„Eine mal dynamische, mal hektische Mischung aus  Found-Footage-, Zeitreise-, Science-Fiction- und Jugendfilm, die weder erzählerisch noch inszenatorisch aufgeht.“

„Oberflächliche Zeitreise-Fantasie, die ihr emotionales Potenzial nicht ausschöpft.“

„Project Almanac klingt erstmal wie ein kurzweiliger und ebenso innovativer Unterhaltungsfilm, stolpert aber über seinen zähen Aufbau seiner Handlung und bremst sich immer wieder gerne mal aus. Den Found-Footage-Look hätte man auch gerne weglassen können, dann wären die guten Ansätze des Films auch mehr zur Entfaltung gekommen.“